# Renato Laghi
Renato Laghi (Errano, 8 dicembre 1944) è un ex ciclista su strada italiano. Professionista dal 1967 al 1979, conta la vittoria di una tappa al Giro d'Italia.

## Carriera
Corridore privo di spunto veloce, si distinse come gregario di Vito Taccone, Franco Bitossi e Roberto Visentini. Ottenne una sola vittoria da professionista, la diciannovesima tappa del Giro d'Italia 1977 con arrivo a San Pellegrino Terme, al termine di una lunga fuga solitaria. Fu secondo al Giro dell'Umbria 1970, terzo alla Coppa Sabatini nel 1968 e al Giro di Toscana 1979.

## Palmarès
- 1977 (Vibor, una vittoria)

19ª tappa Giro d'Italia (Pinzolo > San Pellegrino Terme)

## Piazzamenti

### Grandi Giri
- Giro d'Italia

1968: 24º
1970: 25º
1972: 50º
1973: 44º
1974: 31º
1975: 35º
1977: 37º
1978: 43º
1979: 51º

### Classiche monumento
- Milano-Sanremo

1968: 60º
1969: 31º
1971: 42º
1973: 52º
1974: 20º
1976: 60º
1977: 44º
1978: 26º
- Giro di Lombardia

1976: 21º
1977: 17º